# Ngựa Canadia
Ngựa Canadia là một giống ngựa có nguồn gốc từ Canada. Chúng là động vật biểu tượng quốc gia của Canada. Ngày nay, hầu hết ngựa Canada được sử dụng như cưỡi ngựa và lái xe, và được biết đến với khả năng nhảy. Năm 1849, đã có ước tính là hơn 150.000 con ngựa Canada, và nhiều đã được xuất khẩu từ Canada hàng năm. 

## Tổng quan
Những con ngựa thường được dùng để cưỡi và lái xe. Là hậu duệ của ngựa cưỡi nhập khẩu vào Canada vào cuối năm 1600, sau đó được lai tạo với giống của Anh và Mỹ. Trong suốt thế kỷ 18 con ngựa Canada lan rộng ra khắp đông bắc Hoa Kỳ, nơi mà nó đã góp phần vào sự phát triển của một số giống ngựa. Trong sự phổ biến cao điểm của giống này, ba loại cá có thể phân biệt.
Hàng ngàn con ngựa đã được xuất khẩu vào thế kỷ thứ 19, nhiều người trong số sau đó đã bị giết trong khi hành động như con ngựa kỵ binh trong cuộc Nội chiến Hoa Kỳ. Những xuất khẩu giảm dân số thuần chủng gần như tuyệt chủng, khiến việc hình thành một sách chỉ nuôi ngựa và việc thông qua một đạo luật cấm xuất khẩu hơn nữa.
Chương trình nhân giống thử nghiệm vào đầu thế kỷ thứ 20 đã thành công trong thiết lập lại giống đến mức độ nào, nhưng cơ giới, kết hợp với hai cuộc chiến tranh thế giới, một lần nữa dẫn đến sự giống gần như tuyệt chủng. Trong những năm 1980, có liên quan với số dân số giảm, các nhà lai tạo quan tâm thực hiện một chương trình khuyến mại, mà kết quả là mối quan tâm mới trong giống.
Đến những năm 1990, số dân cao hơn, và các nghiên cứu di truyền vào năm 1998 và 2012 cho thấy mức độ tương đối cao của sự đa dạng di truyền cho một giống nhỏ. Tuy nhiên, các tổ chức bảo tồn vật nuôi vẫn còn xem xét các giống này là có nguy cơ, do số lượng dân số thấp.

## Đặc điểm
Nó là một giống cơ bắp mạnh mẽ, thường có màu tối. Hầu hết Ngựa Canada sẫm màu đen, hoặc nâu. Một vài hạt dẻ được tìm thấy, đôi khi với bờm lanh và đuôi, và gen kem sẽ xuất hiện ở giống như là kết quả của sự ảnh hưởng di truyền của một con ngựa giống. Trong khi một số nguồn cho rằng các gen cho màu xám không còn được tìm thấy trong các giống. Trung bình chiều cao 56-64 inches, 142–163 cm trọng lượn ngựa nặng 1.000 đến £ 1.250 (450–570 kg).
Ngựa Canada khá ngắn, đầu với một vầng trán rộng. Các cổ được uốn cong và duyên dáng, và ngực, lưng và thắt lưng rộng và mạnh mẽ. Các vai và mông đang dốc, với một cái đuôi tương đối cao. Nhìn chung, các giống cho ấn tượng của sức mạnh và sự nhanh nhẹn. Bờm lượn sóng và đuôi, cổ cong và đầu xương vừa mịn đều gợi nhớ về tổ tiên ngựa Andalucia và Barb. Là những con ngựa khỏe mạnh và giữ dễ dàng. 

## Lịch sử

### Thời cận đại
Vào giữa thế kỷ 19, con ngựa Canada đã trải qua đông bắc Hoa Kỳ, nơi chúng được sử dụng cho xe đua, và do khả năng chịu đựng của để kéo toa xe vận tải hàng hóa. Hàng ngàn con ngựa được nhập khẩu vào Mỹ từ Canada đã được sử dụng như pháo binh và ngựa kỵ binh trong cuộc Nội chiến Hoa Kỳ, nơi mà nhiều con bị chết. Một sử ngựa nói rằng "Con ngựa Canada đóng một vai trò quan trọng trong lịch sử của cuộc chiến tranh đó. Nó thậm chí còn được cho rằng miền Bắc chiến thắng đơn giản là trên thực tế là binh sĩ của họ đã có con ngựa tốt hơn - Canada".
Đến năm 1880, thông qua xuất khẩu và thương vong chiến tranh, ngựa Canada đã gần như bị tuyệt chủng. Năm 1885, Hiệp hội Người nuôi Ngựa Canada được thành lập để kiểm tra và chăn nuôi với mục đích tạo ra một sách chỉ nuôi ngựa cho loài này, và vào năm 1886, xuất khẩu thêm từ Canada đã bị cấm bởi luật Quebec. Năm 1913, một chương trình nhân giống thử nghiệm được bắt đầu tại Cap-Rouge bởi chính phủ Canada.
Mục tiêu của chương trình là để nuôi ngựa lớn hơn mà vẫn giữ được độ bền và sức sống mà loài này được biết đến, và đã thành công trong việc tăng kích thước. Tuy nhiên, cơ giới hóa, kết hợp với Thế chiến I và Thế chiến II, kết thúc các chương trình nhân giống liên bang, và vào năm 1940 tất cả các con giống được bán đấu giá. Tuy nhiên, tỉnh Quebec tái lập chương trình tại Deschambault. Chương trình kéo dài trong đó cho đến khi năm 1979, khi đàn một lần nữa giải tán và bán đấu giá.

### Đến nay
Vào những năm 1970, sự phổ biến của các giống đã giảm đáng kể, và có khoảng 400 con ngựa Canada trên toàn thế giới, với chỉ khoảng năm đăng ký hàng năm từ năm 1970 đến năm 1974. Một số nhà chăn nuôi quan tâm bắt đầu một chiến dịch bảo tồn và phát huy và vào giữa những năm 1990 số dân là 2500 và 3000. Năm 2002, Hội các di sản và Bảo tồn ngựa Canada được thành lập để đáp ứng với những áp lực này, với mục tiêu bảo tồn các loại ngựa Canada gốc.
Hiệp hội Người nuôi Ngựa Canada vẫn là chính thức đăng ký cho cơ thể con ngựa Canada, như chi phối bởi Đạo luật Animal Pedigree liên bang Canada, với trách nhiệm để "đăng ký theo dõi, nhận dạng, và lưu giữ các sổ phả hệ cho ngựa Canada". Trong năm 2012, có 208 con ngựa mới được đăng ký, chủ yếu ở Quebec. Con ngựa Canada là một động vật biểu tượng phổ biến của Canada. Năm 1909, Quốc hội Canada tuyên bố nó giống quốc gia của đất nước, và trong năm 2002 đã được thực hiện một biểu tượng động vật chính thức của Canada bởi Đạo luật Nghị viện. Trong năm 2010, các cơ quan lập pháp của Quebec đặt tên nó là một giống di sản của tỉnh. 